# AVIC AG600
|}
AVIC AG600 (tiếng Trung:鲲龙; Hán-Việt:Côn long; bính âm:kūnlóng) là một loại thủy phi cơ cỡ lớn do AVIC thiết kế và được chế tạo bởi CAIGA, một công ty của Trung Quốc. Được trang bị bốn động cơ turbopropIvchenko AI-20, đây cũng là một trong những loại thủy phi cơ lớn nhất với trọng lượng cất cánh tối đa lên đến 53,5 t (118.000 lb). Sau 5 năm phát triển, quá trình chế tạo bắt đầu vào tháng 8 năm 2014, sau đó được triển khai vào ngày 23 tháng 7 năm 2016. Chiếc máy bay đầu tiên đã cất cánh vào ngày 24 tháng 12 năm 2017, từ sân bay Kim Loan Châu Hải, dự kiến sẽ được chính thức đưa vào hoạt động vào năm 2024, và đơn hàng đầu tiên sẽ được giao kể từ năm 2025.

## Phát triển
AG600 trước đây được gọi là TA-600, trước khi có tên gọi là TA-600, nó có tên là Dragon 600.
Sau 5 năm phát triển loại máy bay này, CAIGA bắt đầu chế tạo vào tháng 8 năm 2014, dự kiến chuyến bay đầu tiên sẽ diễn ra trong năm 2015. Tuy nhiên, việc chế tạo vẫn đang được tiến hành vào tháng 10 năm 2015. 
Chiếc nguyên mẫu được ra mắt vào ngày 23 tháng 7 năm 2016 tại nhà máy của AVIC ở Châu Hải.
Sau khi được triển khai, AVIC đặt mục tiêu sẽ thực hiện chuyến bay đầu tiên vào cuối năm 2016 và sau đó đã nhận được 17 đơn hàng, tất cả đều từ chính phủ Trung Quốc, bao gồm cả Cảnh sát biển Trung Quốc. Tuy nhiên, AVIC không mong đợi sẽ có thể sản xuất hàng loạt.
Các thị trường mục tiêu, bao gồm các quốc đảo như New Zealand và Malaysia đã bày tỏ sự quan tâm với loại máy bay này.
Vào ngày 24 tháng 12 năm 2017, chiếc máy bay đã thực hiện chuyến bay đầu tiên từ sân bay Kim Loan Châu Hải.
Vào tháng 5 năm 2018, Vào tháng 5 năm 2018, AVIC có kế hoạch sẽ hoàn thành chứng nhận của Cục Hàng không Dân dụng Trung Quốc vào năm 2021 và bắt đầu giao các đơn hàng trong năm 2022.
Sau khi được di chuyển từ Châu Hải đến Kinh Môn, chiếc máy bay bắt đầu di chuyển với tốc độ thấp trên mặt hồ chứa nước Trương Cáp, vào ngày 30 tháng 8 năm 2018. Vào ngày 20 tháng 10 năm 2018, chiếc AG600 đầu tiên đã hoàn thành chuyến bay và hạ cánh đầu tiên trên mặt nước tại hồ chứa nước Trương Cáp ở Kinh Môn, và vào ngày 26 tháng 7 năm 2020, AG600 đã hoàn thành chuyến bay thử nghiệm trên biển đầu tiên sau khi cất cánh từ Thanh Đảo.
Với vai trò chữa cháy và dập lửa, AG600M đã hoàn thành các bài kiểm tra xúc và thả nước vào tháng 9 năm 2022. Các biến thể khác có thể được phát triển để tuần tra biển, thăm dò tài nguyên, vận chuyển hành khách và hàng hóa.
Đây là một trong ba dự án máy bay lớn được Quốc vụ viện Cộng hòa Nhân dân Trung Hoa phê duyệt, cùng với máy bay vận tải quân sự Y-20 và máy bay dân dụng Comac C919.

## Thiết kế
Thủy phi cơ AG600 có dạng cánh trên, với bốn động cơ tuốc bin cánh quạt Ivchenko AI-20 và bộ bánh đáp ba bánh có thể được thu vào.
Nó có thể hoạt động trong các vùng nước rộng 1500 x 200 m (4,920 x 660 ft) và sâu 2,5 m (8,2 ft),
có thể tiến hành các hoạt động an ninh hàng hải cấp độ 3 với sóng cao 2 m (6,6 ft).
Nó được phát triển để chữa cháy và dập lửa, có thể múc lên đến 12 t (26.000 lb) nước trong 20 giây và vận chuyển lên đến 12 t (26.000 lb) nước trong một thùng chứa. Ngoài ra trong vai trò tìm kiếm và cứu nạn, nó có thể chở được tối đa 50 người trên biển.
Được chế tạo bởi CAIGA, nó có chiều dài 39,6 m (129,9 ft) và sải cánh 38,8 m (127,3 ft), trọng lượng cất cánh tối đa là của nó là 53,5 t (118.000 lb) trên mặt đường băng trải nhựa hoặc 48,8 t (108.000 lb) trên mặt biển động.
AVIC tuyên bố rằng đây là chiếc thủy phi cơ lớn nhất thế giới. Nó nặng hơn trọng lượng cất cánh tối đa của Beriev Be-200 (41 t (90.000 lb)) hoặc của ShinMaywa US-2 (47,7 t (105.000 lb)), nhưng lại nhẹ hơn nguyên mẫu của Beriev A-40 (86 t (190.000 lb)). Các loại thủy phi cơ trước đây thậm chí còn nặng hơn nhiều, chẳng hạn như Martin JRM Mars lên đến 75 t (165.000 lb) Martin JRM Mars hoặc nguyên mẫu của Blohm & Voss BV 238 là 100 t (220.000 lb), 156 t (345.000 lb) của Saunders-Roe Princess hoặc 180 t (400.000 lb) của Hughes H-4 Hercules.
Nó có thể được sử dụng để tiếp cận các đảo san hô xa xôi ở quần đảo Trường Sa thuộc Biển Đông, nơi đang là vùng lãnh thổ xảy ra tranh chấp.
Nó có thể bay trong bốn giờ từ thành phố Tam Á ở cực nam đảo Hải Nam đến bãi ngầm James, nằm ở rìa cực nam của vùng lãnh thổ mà Trung Quốc tuyên bố chủ quyền.

## Thông số kỹ thuật (AG600)
Dữ liệu lấy từ AVIC
Đặc tính tổng quan
- Sức chứa: 12 t (26.000 lb) trên mặt nước
- Chiều dài: 36,9 m (121 ft 1 in)
- Sải cánh: 38,8 m (127 ft 4 in)
- Chiều cao: 12,1 m (39 ft 8 in)
- Trọng lượng cất cánh tối đa: 53.500 kg (117.947 lb) từ mặt đất, 49.800 kg (109.800 lb) từ mặt biển động[2]
- Động cơ: 4 × Ivchenko AI-20 turboprop
- Cánh quạt: 6-lá

Hiệu suất bay
- Vận tốc cực đại: 560 km/h (348 mph; 302 kn)
- Vận tốc hành trình: 500 km/h (311 mph; 270 kn) tối đa[6]
- Tầm bay: 4.500 km (2.796 mi; 2.430 nmi)
- Thời gian bay: 12h[6]
- Trần bay: 6.000 m (19.685 ft)